# Cairngorms
Cairngorms ("blå berg") är en bergskedja i Grampianbergen i Skottland. Kedjan är uppkallad efter berget Cairn Gorm, 1 245 meter över havet, men den högsta toppen är Ben Muich dhui, 1 309 meter över havet. Bland bergen ligger flera små sjöar, bland annat Loch Avon.